# 김동현 (1997년)
김동현(金東現, 1997년 6월 11일~)은 대한민국의 축구 선수이다. 현재 K리그1의 강원 FC 소속이다.

## 클럽 경력
포항 스틸러스의 유스인 포항제철중학교, 포항제철고등학교를 졸업하고 중앙대학교에 진학했다. 2018시즌을 앞두고 포항 스틸러스에 우선지명을 통해 프로무대에 데뷔했다. 입단 이후 바로 K리그2의 광주 FC로 임대 이적했다.
2019시즌을 앞두고 K리그1으로 승격한 성남 FC로 이적했다.
2021시즌을 앞두고 강원 FC로 이적했다. 이후 2022 시즌 강원의 주장으로 선임되었다.
2023시즌을 앞두고 군 팀인 김천 상무 FC로 입대했다.

## 수상

### 팀
- AFC U-23 챔피언십 우승: 2020